# Municipio de Bregovo
El municipio de Bregovo (búlgaro: Община Брегово) es un municipio búlgaro perteneciente a la provincia de Vidin.
En 2011 tiene 5514 habitantes, el 95,37% búlgaros. La tercera parte de la población vive en la capital municipal Bregovo.
Ocupa la esquina noroccidental del país, en la frontera con Serbia y Rumania, junto a la confluencia de los ríos Timok y Danubio.

## Localidades
| Localidad  | Cirílico  | Población (diciembre de 2009) |
| ---------- | --------- | ----------------------------- |
| Bregovo    | Брегово   | 2592                          |
| Baley      | Балей     | 453                           |
| Deleyna    | Делейна   | 364                           |
| Gamzovo    | Гъмзово   | 768                           |
| Kalina     | Калина    | 38                            |
| Kosovo     | Косово    | 452                           |
| Kudelin    | Куделин   | 411                           |
| Rakitnitsa | Ракитница | 480                           |
| Tiyanovtsi | Тияновци  | 171                           |
| Vrav       | Връв      | 439                           |
| Total      |           | 6168                          |